# Hyphochytriales
Hyphochytriales је мала група хетеротрофних протиста (обухвата око 16 врста) која се карактерише напред постављеним бичем са мастигонемама. Сем једноћелијске фазе животног циклуса, присутне су и ризоподијална и хифална. Управо због формирања структура налик хифама правих гљива, ова група организама је, заједно са сродним групама Oomycetes и Chytridiomycetes, раније сврставана у царство гљива (подраздео Mastigomycotina).

## Систематика
фамилија 
род 
род 
фамилија 
род 
фамилија 
род 
род 
род 